# Рансъм
Окръг Рансъм (на английски: Ransom County) е окръг в щата Северна Дакота, Съединени американски щати. Площта му е 2238 km², а населението - 5297 души (2017). Административен център е град Лисбън.